# حزن بيئي
يشير الحزن البيئي، والذي يُعرف كذلك باسم الحزن المناخي، إلى الإحساس بالخسارة الناشئ من معاينة الدمار الحاصل للبيئة أو الاحتباس الحراري، أو العِلم به. يمكن تعريف الأسى البيئي بأنه «الحزن الناجم عن خسارة النُظم البيئية بسبب الأحداث الطبيعية أو مِن فعل البشر». وثمة تعريف آخر على أنه «الحزنُ المحسوس حيال الخسائر البيئية الحاصلة أو المتوقعة، ويشمل ذلك حالات الانقراض، وفقدان النظم البيئية، والمناظر الطبيعية الفريدة بسبب التغير البيئي المتفاقم أو المزمن». على سبيل المثال، أفادَ العلماء الذين شهدوا انحسار الحيد المرجاني العظيم في أستراليا عن مرورهم بمشاعر القلق، واليأس، والاكتئاب.
يمكن أن يؤدي الاضطراب البيئي، كفقدان التنوع الحيوي، أو حتى فقدان السمات البيئية غير الحية مثل الجليد البحري، أو المشاهد الثقافية، أو الإرث التاريخي إلى حدوث استجابات نفسية سلبية، مثل الحزن البيئي أو ما يُسمّى سولاستالجيا.

## الخلفية والخصائص
يمكن تقفي استخدام مصطلح «الحزن البيئي» إلى العام 1940 على الأقل، إذ استخدمه ألدو ليوبولد للإشارة إلى ألم الخسارة البيئية. في كتابه الصادر في العام 1945 تقويم بيئي لمقاطعة الرمال، ذكر ليوبولد أن «إحدى لعنات التعليم البيئي أن يعيش المرءُ بمفرده في عالم من الجراح». انتشرت ظاهرة الحزن البيئي في القرن الواحد والعشرين نتيجة لتفاقم أزمة المناخ.
في العام 2018، كتبت كونسولو وإيليس أن «الحزن هو استجابة طبيعية ومبررة للخسارة البيئية، وهي ظاهرةٌ قد تنتشر أكثر فأكثر بسبب تردّي التأثيرات المناخية».
خلص استطلاع للجمعية الأمريكية لعلم النفس في العام 2020 أن أكثر من ثلثي البالغين الأمريكيين قالوا إنهم مرّوا بحالة «القلق البيئي». يشير النموذج المُلاحَظ للحزن المناخي إلى أن الناس قد يتعاملون مع حالة اليأس المناخي، أو القلق المناخي، من خلال مراحل الحزن الخمسة، وأن تشكيل شبكات دعم اجتماعي هو جزء من هذه العملية.
صكّ الفيلسوف الأسترالي غلين ألبرشت مصطلح سولاستالجيا، ونشر أول ورقة أكاديمية عن الفكرة في العام 2005. اشتُقّ المصطلح من كلمة سولاسيوم (والتي تعني «الراحة») واللاحقة ألجيا (بمعنى «الألم»)، للدلالة على فقدان الراحة، وهو مصطلح مرتبطٌ بمصطلحات الحزن المناخي، والحزن البيئي، والسوداوية البيئية. في مقالةٍ نشرتها مجلة ذي أتلانتيك في العام 2022، وُصفت سولاستالجيا بأنها ردة فعل على «فقدان بيتك أثناء إقامتك في المكان نفسه». وذكر المقال أن الكلمة «تبدو وكأنها تُشير إلى نوع من القلق بشأن الحياة على كوكبٍ متزايد الحرارة». وهي الكلمة التي ألهمت تلحين مقطع موسيقي في المملكة المتحدة، وألبومًا موسيقيًا في سلوفينيا، وتصويرًا خزفيًا.
في البداية، قد يركز الناشطون في نشر المعلومات عن المناخ على بثّ المعلومات عن تأثيرات المناخ والتكيف معها، وليس جوانب الحزن المرتبطة بذلك. غالبًا ما يتعامل ناشرو المعلومات، مثل برنامج ييل للاتصالات المتعلقة بتغير المناخ، مع مسألة الحزن من خلال تأكيدهم على أهمية وصف الحلول. تتماشى محاولة تحويل القلق البيئي إلى أفعالٍ تنشدُ الحلول تتماشى مع النهج الذي طرحه شيرمان إيتش دراير، مدير الإنتاج الإذاعي في جامعة شيكاغو، في كتيّب الدعاية السنوية للحرب العالمية الثانية. ففي نهاية بث تلك الرسائل الإذاعية حول الحرب، أُضيفت رسالة عن الكيفية التي يمكن للمستمع أن يدعم من خلالها المجهود الحربي.
ومع ذلك، من غير الواضح إذا كان التشجيع على تحويل القلق واليأس إلى أفعالٍ هو الاستجابة المناسبة للأشخاص الذين عانوا من خسائر شخصية ملموسة، مثل سكان جرينلاند الذين اضطروا إلى القتل الرحيم لكلاب الزلاجات. وصفت كونسولو، عالمة البيئة الناشطة في نوناتسيافوت، في أقصى شمال كندا، الصراع لمواجهة هذه المسألة في مقال عنونته «أنحزن أم لا نحزن؟».
في وسائل الإعلام، ركزت بعض النقاشات على مسألة إذا كان تقديم الجوانب السلبية للتغيير المناخي يدفع الناس لليأس والاستسلام. في العام 2016، طرحت مقالة نشرت في مجلة العلوم الأمريكية السؤال، «هل يكبّل الشعور المؤلم بالخسارة العملَ ضد تغير المناخ؟» في العام 2019، أكد الصحفي مايك بيرل أن «الناس يعانون مما يمكن تسميته "اليأس المناخي"، أي الإحساس بأن تغير المناخ قوة لا يمكن وقفها ستؤدي إلى انقراض البشرية وتجعل الحياة عديمة الجدوى». في الآونة الأخيرة، أشارت الأبحاث إلى أن الاستجابات العاطفية للأزمات والكوارث ذات طبيعة متكيّفة، وفي حال وُجد الدعم المناسب للتفكير مليًا في هذه التجارب والتعامل معها، فيمكن أن تؤدي هذه المشاعر إلى القدرة على التأقلم.

## التأثيرات
في 14 أبريل 2018، عمِد محامي الحقوق المدنية ديفيد باكل، البالغ 60 عامًا من عمره، إلى التضحية بنفسه حرقًا دون شهود في الساعة 6 صباحًا تقريبًا في بروكلين، بنيويورك بارك، بعد أن أرسل إيميلًا يُبلغ شبكات الأنباء بفعله. ورد في رسالة انتحاره: «إن موتي المبكر بالوقود الأحفوري هو صورةٌ عما نفعله بأنفسنا» وأن «هذا الفعل وسيلة لتجذبَ التضحية بحياتي بعض الانتباه إلى الحاجة إلى توسيع نطاق الإجراءات المبذولة».
في 22 أبريل 2022 —يوم الأرض— أقدم وين بروس، البالغ 50 عامًا، على التضحية بنفسه حرقًا أمام مبنى المحكمة العليا للولايات المتحدة احتجاجًا على التقاعس عن اتخاذ إجراءات بشأن المناخ. جاء ذلك بعد تحريره تعليقًا على منشور على الفيسبوك من العام 2021 عن دورة تدريبية بشأن التغير المناخي، وكتب فيه «2022/4/22» بجانب إيموجي نار.

## المجموعات المتأثرة أكثر من غيرها

### الشباب
في رسالة مفتوحة إلى الحكومة السويدية، ذكرت مجموعة من علماء النفس والأطباء النفسيين: «إن الأزمة البيئية المستمرة دون التركيز على حلٍّ مجدٍ من قِبل عالم البالغين وصناع القرار تشكل خطرًا كبيرًا يتمثل في إصابة أعدادٍ متزايدة من الشباب بالقلق والكآبة.»
تُورِد مجلة ذا برينك، بجامعة بوسطن، اقتباسًا عن طالب دراسات عليا «درس تقلّص غابات الأمازون المطيرة» والذي يوصي باتباع نهج داعم لقضاء الوقت في الطبيعة والمجتمع، والعناية الذاتية، والتقدير للجهود اليومية الصغيرة المتعلقة بالمناخ. تقول مديرة إحدى مجموعات المناصَرة، «أولئك منا الذين يعملون في ميدان التغير المناخي، يرون بأنفسهم كيف يشعر الشباب بالحزن على الخسائر القادمة... وردود الفعل هذه حقيقية ومبررة.»
رينيه ليرتزمان، عالمة الاجتماع التي «تدرس الصحة النفسية والمكونات العاطفية للتدهور البيئي... تشبّه الضغط المرتبط بالمناخ، والذي يعصف بالمراهقين وأولئك ممن هم في سنّ العشرينيات الآن، تشبّهه بالمخاوف الخانقة للحرب الباردة التي سيطرت على جيل طفرة المواليد، والذين وصلت غالبيتهم لسن الرُشد خلال حقبة التهديد بالمحرقة النووية».

### العلماء
شكل العلماء الذين يدرسون التغير المناخي والنظم البيئية مجموعات دعم على الإنترنت وضمن المؤسسات للمساعدة في التعامل مع الحزن البيئي. لقد عاين العديد من العلماء تبعات الاحتباس الحراري وفقدان التنوع الحيوي بصورة مباشر في كثير من الأحيان وعلى مدى فترات زمنية قصيرة جدًا.